# Dinero suelto
Dinero suelto es el dinero utilizado para la mercadería diaria que está dividido en monedas pequeñas.
Disponer de dinero suelto es necesario en diversas situaciones:
Los establecimientos comerciales necesitan disponer de dinero suelto
para poder devolver el exceso de dinero al pagar la compra (cambio comercial),
ya que no es habitual que las cantidades cobradas se puedan satisfacer exactamente solo
con billetes o monedas de más alto valor.
Otra situación que requiere disponer de dinero suelto, es el uso de 
máquinas expendedoras, teléfonos públicos, 
peajes automáticos u otros sistemas de pago automatizado con monedas
que no sean capaces de devolver cambio.
Por analogía al dinero en billetes o monedas grandes, se le llama de manera informal dinero atado.
- Datos: Q8560013